# 드라이 섬프

드라이 섬프의 구조. 1. 공급된 오일을 스캐빈징 펌프로 다시 빨아들임. 2, 3. 오일 셰퍼레이터에서 공기와 오일을 분리. 4. 오일 쿨링 및 오일 재순환.

드라이 섬프(dry sump)는 엔진의 윤활 방식 중 하나이다. 엔진 윤활 방식에는 크게 엔진의 윤활 방식에는 웨트 섬프(wet sump)와 드라이 섬프(dry sump)가 있다. 이는 오일의 순환 방식에 따라 분류한 것으로, 드라이섬프는 웨트 섬프와 달리 오일을 별도의 탱크로 저장한다.

## 작동 방식
크게 오일 탱크, 오일 쿨러, 오일 펌프, 오일 필터, 스캐빈징 펌프(또는 오일 스트레이너), 오일 셰퍼레이터 등으로 구성되어 있으며, 오일이 엔진 하부에 모여있는 웨트섬프와 달리 엔진 바깥에 오일 펌프가 존재하며, 오일의 순환을 돕는 스캐빈징 펌프가 있다.
엔진이 작동 시 오일 탱크내의 엔진오일이 오일 펌프에 의해 엔진 내부로 들어가 곳곳에 윤활 작용을 하고 엔진 하부로 내려온 오일을 스캐빈징 펌프가 공기와 함께 빨아들이고 오일 셰퍼레이터가 이를 분리 하여 오일탱크로 다시 재순환을 시킨다.

## 장단점

### 장점
웨트 섬프 시스템보다 많은 장점을 가지고 있다.
- 오일이 밑에 있는 웨트 섬프 방식은 급격한 코너링이나 극한의 주행을 할 경우 오일이 심하게 출렁이면서 크랭크축에 묻어 동력 손실로 이어 질수 있는 데에 비해, 드라이 섬프방식은 오일 탱크가 따로 있기 때문에 웨트 섬프에 비해 더 안정적이고 효율적인 주행을 도와줌.
- 일관된 오일 압력공급이 가능해짐. 이로 인해 엔진의 내구성에 도움.
- 오일 용량을 증대 시킬 수 있고, 더 효율적인 사용이 가능함.
- 얕은 오일 팬으로 인해 차량의 무게 중심을 낮출 수 있음
- 오일 온도 제어가 웨트 섬프에 비해 더 효율적.
- 엔진에 연료 공급 시 연료 공급의 일정함에 도움이 됨.

### 단점
- 웨트 섬프 시스템에 비해 가격이 높아지고, 구조가 복잡해지는 단점.
- 더 많은 호스와 부가 부품 때문에 웨트 섬프 대비 유지비가 더 들어감.
- 고성능 주행에는 괜찮으나 일상 시 주행에는 엔진에 무리가 갈 수 있음. 이는 메르세데르-벤츠 300SL이 예시가 될 수 있다. 이 차의 경우 원래 레이스카로 개발된 차였으나 이를 양산품으로 만들었고, 엔진 윤활 시스템에 드라이 섬프를 적용했다. 이렇다보니, 일상적인 주행을 하는 운전자들은 이 차의 오일 온도를 충분히 끌어 올리지 못했고, 결국 오일의 점도나 많은 방면에서 엔진에 영향을 주었다.

## 적용차량
- 메르세데르-벤츠 sls, AMG GT-R
- 포르쉐 911
- 아우디 R8
- 페라리 산하 차량
- 이외 고성능, 레이스카 등에 사용